# Die Mütter der Plaza del Mayo
Die Mütter der Plaza del Mayo ist ein argentinischer Dokumentarfilm der Regisseurinnen Susana Blaustein Muñoz und Lourdes Portillo aus dem Jahr 1985.

## Inhalt
Der Film handelt von den Madres de Plaza de Mayo, einer Organisation argentinischer Frauen, die gegen das Verschwinden ihrer Kinder während der argentinischen Militärdiktatur (1976–1983) demonstrierten. Der Film zeigt die wöchentlichen Proteste der Mütter. Diese werden außerdem interviewt und erzählen von ihren verlorenen und verschwundenen Kindern (Desaparecidos). Der Film kritisiert auch die Rolle der Vereinigten Staaten.

## Hintergrund
Susana Blaustein Muñoz und Lourdes Portillo, zwei ehemalige Studentinnen des San Francisco Art Institute, drehten  Die Mütter der Plaza del Mayo drei Jahre lang. Muñoz verließ Argentinien vor Beginn der Militärdiktatur und kam über ihre Schwester, die neun Jahre im Exil lebte, in Kontakt zu der Thematik. Einer ihrer früheren Schulfreunde gehörte zu den „Verschwundenen“. Portillo und Muñoz agierten beide als Produzenten, Regisseure und Drehbuchautoren des Films.

## Rezeption
Walter Goodman schrieb am 2. April 1986 in New York Times: „Der einstündige Dokumentarfilm von Susana Muñoz und Lourdes Portillo (…), wird seinem Thema nicht gerecht. Zu viele der Interviews werden zu Lobreden auf vergötterte Kinder. (…) Einige wirken inszeniert. Die jungen Gesichter einiger der Tausenden, die entführt und wahrscheinlich getötet wurden, hätten mit weniger Worten mehr Wirkung gezeigt. Der Film umreißt mehrere Jahrzehnte der argentinischen Geschichte, und die Effekte, die zur Dramatisierung der Folterberichte eingesetzt werden, grenzen an Amateurhaftigkeit.“
Dagegen schrieb Michael Sragow im The New Yorker: „Nur wenige Filme haben die Gefühle der Solidarität so gut eingefangen wie dieser Dokumentarfilm von Susana Muñoz und Lourdes Portillo“.

## Auszeichnungen
Die Mütter der Plaza del Mayo wurde bei der Oscarverleihung 1986 für einen Oscar in der Kategorie „Bester Dokumentarfilm“ nominiert und gewann 20 weitere Auszeichnungen, darunter auch den IDA Distinguished Documentary Achievement Award der International Documentary Association.
Der Film wurde in das Museum of Modern Art aufgenommen.